# Haemophilus parainfluenzae
Espèce
Haemophilus parainfluenzae est une espèce de bactéries des commensales de la bouche qui peuvent occasionnellement être pathogènes.
Elle fait partie de la flore bactérienne normale de la bouche et du pharynx, mais peut causer des infections dentaires ou des abcès. Elle peut être présente en grande quantité dans la salive.